# 알바루 9세
알바루 9세(Álvaro IX, 1650년 3월 6일 ~ 1683년 4월 25일)는 17세기 콩고 왕국 마니콩고였다. 본명(本名)은 알바루 음판주 아 은티빌라(Álvaro Mpanzu a Ntivila).

## 생애
지난날 그의 친증조부 베르나르도 2세 군주는 콩고 왕국 제14대 마니콩고였다. 증조부(曾祖父)의 붕어 이후 왕위계승권에서 제외된 콩고 왕가 서족 왕자로 전락한 친조부 알바로 7세의 서손(庶孫)으로 출생한 그는 어릴 때부터 자신의 조부 알바로 7세가 우여곡절을 견디며 왕위계승권에서 맴돌다가 콩고 왕국 군왕 보위 근접에 허덕이는 것을 목도하며 자신의 사저(私邸)에서 요리사(料理師)로 활동하였는데 결국 1665년 11월 11일을 기하여, 드디어 조부 알바로 7세가 콩고 왕국 제25대 군왕 보위에 등극하는 것과 큰아버지 알바루 8세의 왕태자(王太子) 책립을 목도하였고 조부가 훙서한 후 큰아버지 알바루 8세가 보위 등극 또한 목도하였으며 1669년 3월 23일을 기하여 백부 알바로가 붕어(崩御)하자 사촌 형 페드루 3세의 콩고 왕국 제27대 군왕 보위에 등극하는 것을 목도한 그는 17세기 콩고 왕국 내전 전란의 틈바구니 속에서 1669년 4월 6일을 기하여 사촌 형 페드루 3세에게 후계공(後繼公)으로 책립(책봉)을 하였으며 5개월 후 1669년 6월 8일을 기하여 사촌 형 페드루 3세 군주에게 보위를 전격 선위받아 콩고 왕국 제28대 군왕 보위 등극 즉위하였으며 친정 체제를 실행하였지만 콩고 내전 전란의 틈바구니 속에서 1669년 7월 20일을 기하여 친척 고모할머니뻘인 아나 아폰수 데 레앙 여사를 후계공족(後繼公族)으로 책립(책봉)하였으며 1670년 1월 8일을 기하여 아나 아폰수 데 레앙 여사에게 전격 선위하고 보령 20세의 나이로 왕위에서 퇴위하였다.

## 사망과 사후
그는 콩고 왕국 군왕 보위를 선위하여 상왕(上王)으로 전향한지 13년이 지난 1683년 4월 25일에 변장 행차를 하던 중 향년 33세로 콩고 왕국 내란에 잠입한 루앙구 출신의 게릴라 세력들에게 암살(비명횡사)되어 그도 그의 형 페드루 3세 상왕(1680년 6월 12일을 기하여 향년 32세로 암살됨.)처럼 내란 성향 게릴라 세력들에게 암살되어 비명횡사하였다. 그리고 그 후 우연인지 필연인지 알 수 없을 정도로 불행하게도 그의 자녀(2남 1녀)들은 일평생 콩고 왕국 보위 승계권(왕위계승권)에서 영구히 밀려나거나 혹은 제외되는 왕실 왕가(王室 王家)의 비극을 겪었다.